# Cartório de Nobreza e Fidalguia

O brasão da casa imperial

O Cartório de Nobreza e Fidalguia era um serviço burocrático da Corte Brasileira. Estava subordinado à Mordomia da Casa Imperial, com origens que remontavam a uma determinação feita pelo Príncipe Regente D. João VI, logo que chegou ao Brasil, em 1808.  Consistia no lançamento em um livro apropriado, do registro do teor dos decretos das titulações de nobreza feitas pelo Imperador.

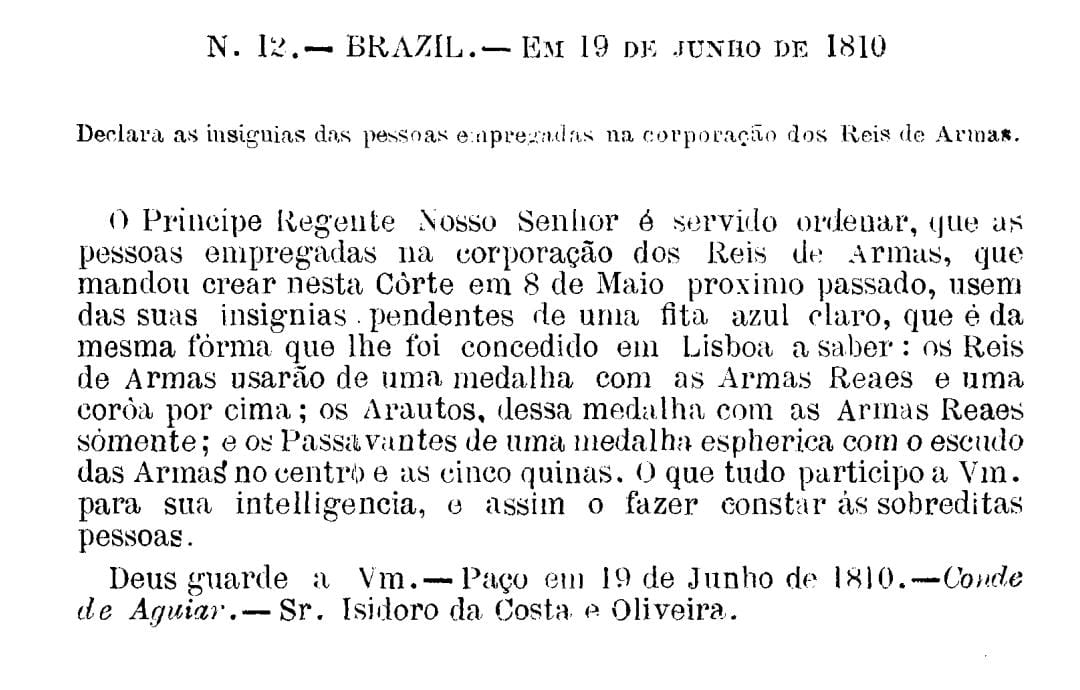
Decisão de D. João VI sobre as insígnias do Rei de Armas no Brasil em 1810.

Ao funcionário encarregado do ato desses lançamentos - geralmente o escrivão de perfilhamentos -, era dado o nome de Escrivão de Nobreza e Fidalguia, e era também da sua competência a expedição das Cartas de Nobreza e Fidalguia, documento que, assinado pelo Imperador e por um dos Ministros de Estado, certificava e comunicava a graça da mercê ao recebedor.
Existiu também o cargo de Rei de Armas Principal, que tinha suas funções ligadas ao Cartório de Nobreza e Fidalguia. A ele estavam sujeitas as conferências dos pedidos de brasões, seus registros históricos e documentais, provas de veracidades genealógicas e o respeito das regras da Heráldica. Era esse quem desenhava as armas e expedia, assinando ele mesmo, as Cartas de Brasões. Geralmente belos documentos, caprichosamente caligrafados e artisticamente iluminados, em forma de folhetos encadernados ou diploma.

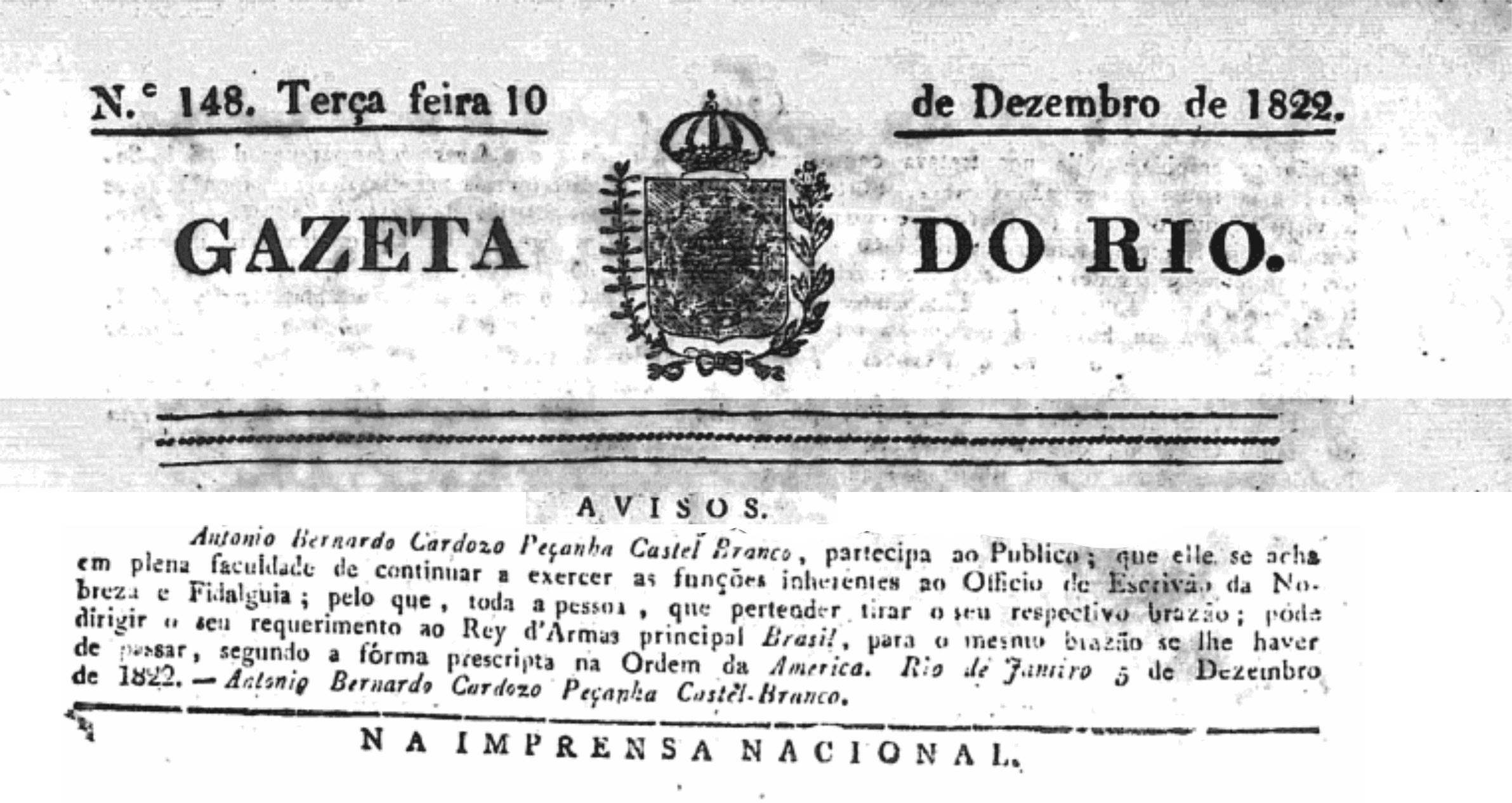
Anúncio do Gazeta do Rio em que Antonio Bernado Cardozo Peçanha Castel Branco avisa dos serviços como escrivão (Gazeta do Rio, edição de 10 de dezembro de 1822 - acervo da Biblioteca Nacional).

Apesar de grande partes dos nobres brasileiros não terem ascendência nobre, muitos forjavam documentos que aferiam consanguinidade a casas ancestrais, razão pela qual um grande número de brasões brasileiros apresentam desenhos de famílias tradicionais portuguesas. Ainda assim, encontram-se vários exemplos de heráldica original, com desenhos inspirados na fauna, flora e tipos do país.
Foi escrivão de nobreza e fidalguia durante muitos anos Possidônio Carneiro da Fonseca Costa, que no fim da vida enlouqueceu. Morreu em 1854, aos 38 anos. Os livros e papéis que estavam em seu poder, que remontavam do período joanino ao Primeiro Reinado, estão desaparecidos.
Posteriormente foi nomeado como Rei de Armas Luís Aleixo Boulanger, reconhecido artista franco-português, professor imperial de caligrafia de D. Pedro II, de suas irmãs e de suas filhas. Boulanger, ao longo dos anos, tentou incansavelmente recuperar o teor das antigas cartas expedidas, razão de só existir, até o ano de 1872, um único livro sobre o período anterior à sua magistratura, que continha apenas 121 registros de títulos e brasões, especialmente os que constavam no chamado Livro VI do cartório. Uma cópia desses registros foi enviada ao visconde de Sanches de Baena. É com base nessa recolha de Boulanger, nos apontamentos do visconde de Sanches de Baena, e na documentação existente no Arquivo Nacional, que os barões de Vasconcelos iniciaram o seu Arquivo Nobiliárquico Brasileiro.
Há que se salientar que diversos fatores contribuíram para que se adotassem para o desenho das armas da nobiliarquia brasileira elementos da heráldica francesa, como mesmo o formato padrão dos escudos: a influência dos ideais franceses à altura da Independência, a presença de renomados artistas neoclassicistas franceses, como Debret (idealizador das armas imperiais), e a administração de Boulanger no Cartório de Nobreza e Fidalguia.

## lista de reis de armas do Brasil
- Possidônio Carneiro da Fonseca Costa - 1822 a 1854.
- Luís Aleixo Boulanger - 1854 a 1874